# Michaela Vernerová
Michaela Vernerová (Slaný, 15 de septiembre de 1973) es una deportista checa que compitió en judo. Ganó una medalla de bronce en el Campeonato Mundial de Judo de 1999 y tres medallas en el Campeonato Europeo de Judo entre los años 1997 y 2000.

## Palmarés internacional
| Campeonato Mundial | Campeonato Mundial       | Campeonato Mundial | Campeonato Mundial |
| Año                | Lugar                    | Medalla            | Categoría          |
| ------------------ | ------------------------ | ------------------ | ------------------ |
| 1999               | Birmingham (Reino Unido) | Medalla de bronce  | –57 kg             |
| Campeonato Europeo |                          |                    |                    |
| Año                | Lugar                    | Medalla            | Categoría          |
| 1997               | Ostende (Bélgica)        | Medalla de plata   | –61 kg             |
| 1999               | Bratislava (Eslovaquia)  | Medalla de bronce  | –57 kg             |
| 2000               | Breslavia (Polonia)      | Medalla de bronce  | –57 kg             |